# FC Boskovice
FC Boskovice (celým názvem: Football Club Boskovice) je český fotbalový klub, který sídlí v Boskovicích v Jihomoravském kraji. Založen byl roku 1921 jako SK Boskovice. Od sezony 2015/16 hraje Přebor Jihomoravského kraje (5. nejvyšší soutěž).
Největším úspěchem klubu je účast ve 3. nejvyšší soutěži (prve 1945/46, naposled v ročníku 1954).

## Historické názvy
Zdroj: 
- 1921 – SK Boskovice (Sportovní klub Boskovice)
- 1926 – AC Velen Boskovice (Athletic Club Velen Boskovice) – sloučením s Makabi Boskovice, RH Boskovice a „Mazuráky“
- 1949 – JTO Sokol Boskovice (Jednotná tělovýchovná organisace Sokol Boskovice)
- 1953 – DSO Spartak Boskovice (Dobrovolná sportovní organisace Spartak Boskovice)[5]
- 1957 – TJ Spartak Boskovice (Tělovýchovná jednota Spartak Boskovice)
- 1959 – TJ Minerva Boskovice (Tělovýchovná jednota Minerva Boskovice)
- 2004 – 1. FC Boskovice (1. Football Club Boskovice)[6]
- 2005 – SK Fotbal FC Nobica Boskovice (Sportovní klub Fotbal Football Club Nobica Boskovice)[6][7][8][9]
- 2008 – FC Forman Boskovice (Football Club Forman Boskovice)
- 2010 – FC Boskovice, o. s. (Football Club Boskovice, občanské sdružení)
- 2016 – FC Boskovice, z. s. (Football Club Boskovice, zapsaný spolek)
- 2023 – FC Boskovice – Letovice, z. s. (Football Club Boskovice – Letovice, zapsaný spolek)

## Stručná historie boskovické kopané

### Počátky
V prvních letech „boskovské kopané“ zde existovalo několik oddílů: SK Boskovice, židovský Makabi Boskovice, dělnická Rudá hvězda Boskovice a na Bělé „Mazuráci“. Teprve později došlo ke sjednocení kopané v Boskovicích v AC Velen Boskovice.

### Zázemí klubu
V březnu 1933 započala výstavba stadionu v Červené zahradě. První utkání se na něm odehrálo v den 15. výročí vzniku Československé republiky (28. října 1933), slavnostní otevření stadionu proběhlo 12. srpna 1934 a zúčastnil se ho i předseda Západomoravské župy footballové mjr. Brada. V 50. letech byl stadion přebudován a rozšířen. V 90. letech bylo vybudováno náhradní škvárové hřiště a plocha hlavního hřiště byla zatravněna. Na počátku nového tisíciletí byla místo škvárového hřiště vybudována hrací plocha s umělou trávou III. generace. K dispozici jsou čtyři kabiny pro hráče a jedna pro rozhodčí. Klub současně spolupracuje s Městskými lázněmi, kde je možné využívat rehabilitační a regenerační zázemí areálu.

### Prvních 50 let

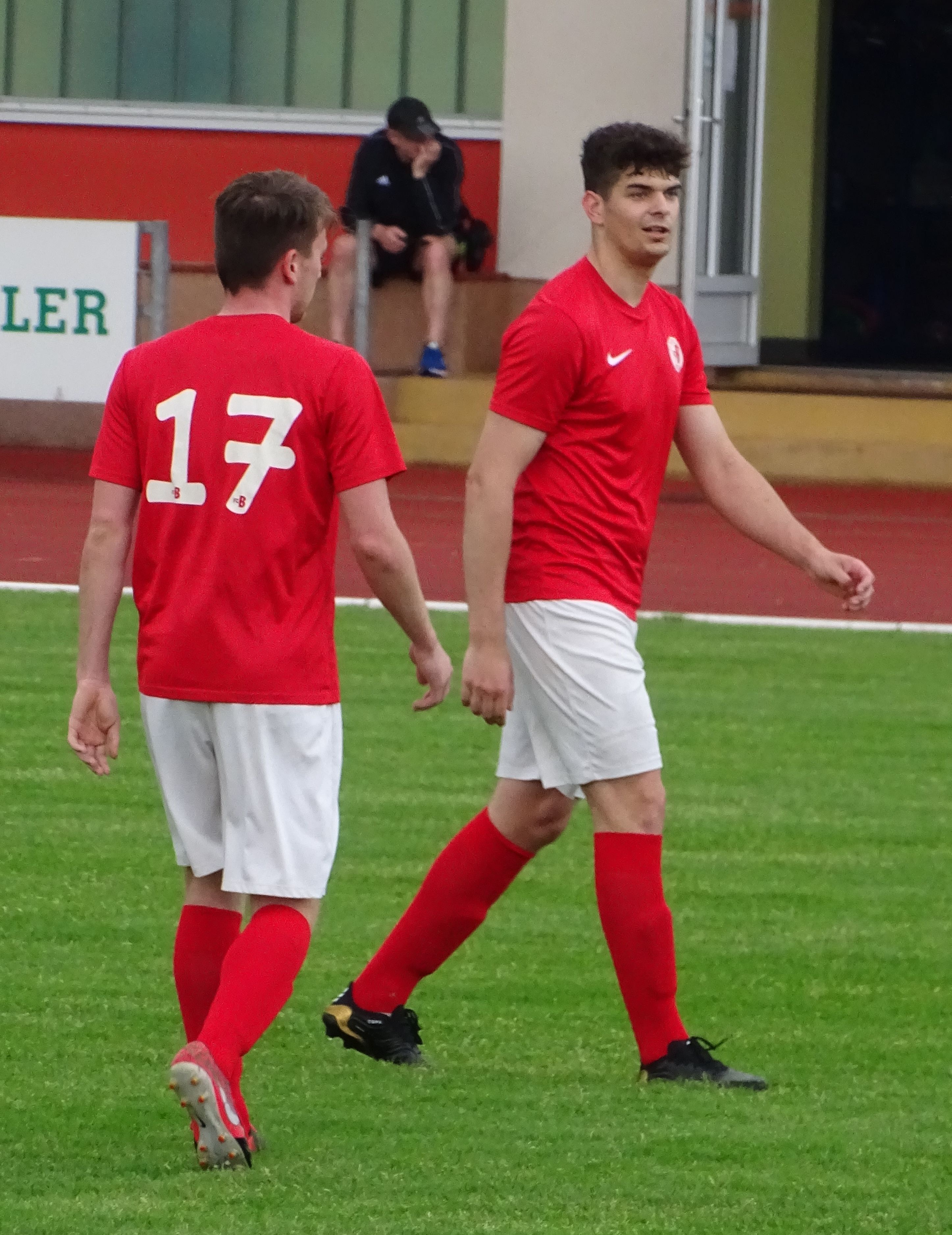
Fotbalisté v dresu FC Boskovice v zápasu s TJ Svitavy

Během druhé světové války bylo sehráno i významné utkání s reprezentačním výběrem Prahy, který z 10 zápasů v Západomoravské župě prohrál jediný a to právě s Boskovicemi 2:1. Na tomto utkání bylo přítomno 2 000 platících diváků. Na přelomu 50. a 60. let 20. století došlo k sjednocení tělovýchovy, klub se přejmenoval na TJ Minerva Boskovice.

## Umístění v jednotlivých sezonách
Stručný přehled
- 1934–1937: II. třída BZMŽF – I. okrsek
- 1938–1939: II. třída BZMŽF – II. okrsek
- 1939–1944: I. B třída BZMŽF – I. okrsek
- 1945–1946: I. A třída BZMŽF
- 1946–1947: I. B třída BZMŽF – I. okrsek
- 1953–1954: Krajský přebor – Brno
- 1955–1959: I. A třída Brněnského kraje
- 1959–1960: I. B třída Brněnského kraje – sk. B
- 1960–1961: Okresní přebor Blanenska
- 1961–1962: I. třída Jihomoravského kraje – sk. C
- 1962–1963: Okresní přebor Blanenska
- 1963–1968: I. B třída Jihomoravského kraje – sk. E
- 1968–1969: Okresní přebor Blanenska
- 1969–1972: I. B třída Jihomoravské župy – sk. D
- 1972–1973: I. B třída Jihomoravského kraje – sk. D
- 1986–1988: Okresní přebor Blanenska
- 1988–1989: I. B třída Jihomoravského kraje – sk. D
- 1989–1990: Okresní přebor Blanenska
- 1990–1991: I. B třída Jihomoravského kraje – sk. D
- 1991–1992: I. A třída Jihomoravské župy – sk. A
- 1992–1994: I. B třída Jihomoravské župy – sk. D
- 1994–1999: I. A třída Jihomoravské župy – sk. A
- 1999–2000: I. B třída Jihomoravské župy – sk. C
- 2000–2001: I. B třída Jihomoravské župy – sk. A
- 2001–2002: I. A třída Jihomoravské župy – sk. A
- 2002–2006: Přebor Jihomoravského kraje
- 2006–2010: Divize D
- 2010–2013: Přebor Jihomoravského kraje
- 2013–2015: I. A třída Jihomoravského kraje – sk. A
- 2015– : Přebor Jihomoravského kraje

Jednotlivé ročníky
Legenda: Z – zápasy, V – výhry, R – remízy, P – porážky, VG – vstřelené góly, OG – obdržené góly, +/− – rozdíl skóre, B – body, červené podbarvení – sestup, zelené podbarvení – postup, fialové podbarvení – reorganizace, změna skupiny či soutěže
| Československo (1934 – 1939)             |                                                             |                                                             |                                                             |                                                             |                                                             |                                                             |                                                             |                                                             |                                                             |                                                             |                                                             |
| Sezóny                                   | Liga                                                        | Úroveň                                                      | Z                                                           | V                                                           | R                                                           | P                                                           | VG                                                          | OG                                                          | +/−                                                         | B                                                           | Pozice                                                      |
| 1934/35                                  | II. třída BZMŽF – I. okrsek                                 | 5                                                           | 18                                                          | 7                                                           | 2                                                           | 9                                                           | 35                                                          | 46                                                          | −11                                                         | 16                                                          | 8.                                                          |
| 1935/36                                  | II. třída BZMŽF – I. okrsek                                 | 5                                                           | 14                                                          | 6                                                           | 1                                                           | 7                                                           | 38                                                          | 43                                                          | −5                                                          | 13                                                          | 6.                                                          |
| 1936/37                                  | II. třída BZMŽF – I. okrsek                                 | 5                                                           | 16                                                          | 8                                                           | 2                                                           | 6                                                           | 57                                                          | 39                                                          | +18                                                         | 18                                                          | 4.                                                          |
| ...                                      |                                                             |                                                             |                                                             |                                                             |                                                             |                                                             |                                                             |                                                             |                                                             |                                                             |                                                             |
| 1938/39                                  | II. třída BZMŽF – II. okrsek                                | 5                                                           |                                                             | ...                                                         | ...                                                         | ...                                                         | ...                                                         | ...                                                         | ...                                                         |                                                             | 1.                                                          |
| Protektorát Čechy a Morava (1939 – 1945) |                                                             |                                                             |                                                             |                                                             |                                                             |                                                             |                                                             |                                                             |                                                             |                                                             |                                                             |
| Sezóny                                   | Liga                                                        | Úroveň                                                      | Z                                                           | V                                                           | R                                                           | P                                                           | VG                                                          | OG                                                          | +/−                                                         | B                                                           | Pozice                                                      |
| 1939/40                                  | I. B třída BZMŽF – I. okrsek                                | 4                                                           | 26                                                          | 8                                                           | 6                                                           | 12                                                          | 62                                                          | 90                                                          | −28                                                         | 20                                                          | 9.                                                          |
| 1940/41                                  | I. B třída BZMŽF – I. okrsek                                | 4                                                           | 23                                                          | 8                                                           | 2                                                           | 13                                                          | 61                                                          | 83                                                          | −22                                                         | 18                                                          | 10.                                                         |
| 1941/42                                  | I. B třída BZMŽF – I. okrsek                                | 4                                                           |                                                             | ...                                                         | ...                                                         | ...                                                         | ...                                                         | ...                                                         | ...                                                         |                                                             |                                                             |
| 1942/43                                  | I. B třída BZMŽF – I. okrsek                                | 4                                                           |                                                             | ...                                                         | ...                                                         | ...                                                         | ...                                                         | ...                                                         | ...                                                         |                                                             |                                                             |
| 1943/44                                  | I. B třída BZMŽF – I. okrsek                                | 4                                                           |                                                             | ...                                                         | ...                                                         | ...                                                         | ...                                                         | ...                                                         | ...                                                         |                                                             |                                                             |
| 1944/45                                  | Končila druhá světová válka, pravidelné soutěže se nehrály. | Končila druhá světová válka, pravidelné soutěže se nehrály. | Končila druhá světová válka, pravidelné soutěže se nehrály. | Končila druhá světová válka, pravidelné soutěže se nehrály. | Končila druhá světová válka, pravidelné soutěže se nehrály. | Končila druhá světová válka, pravidelné soutěže se nehrály. | Končila druhá světová válka, pravidelné soutěže se nehrály. | Končila druhá světová válka, pravidelné soutěže se nehrály. | Končila druhá světová válka, pravidelné soutěže se nehrály. | Končila druhá světová válka, pravidelné soutěže se nehrály. | Končila druhá světová válka, pravidelné soutěže se nehrály. |
| Československo (1945 – 1993)             |                                                             |                                                             |                                                             |                                                             |                                                             |                                                             |                                                             |                                                             |                                                             |                                                             |                                                             |
| Sezóny                                   | Liga                                                        | Úroveň                                                      | Z                                                           | V                                                           | R                                                           | P                                                           | VG                                                          | OG                                                          | +/−                                                         | B                                                           | Pozice                                                      |
| 1945/46                                  | I. A třída BZMŽF                                            | 3                                                           | 30                                                          | 4                                                           | 1                                                           | 25                                                          | 43                                                          | 126                                                         | −83                                                         | 9                                                           | 16.                                                         |
| 1946/47                                  | I. B třída BZMŽF – I. okrsek                                | 4                                                           | 22                                                          | 15                                                          | 1                                                           | 6                                                           | 60                                                          | 35                                                          | +25                                                         | 31                                                          | 3.                                                          |
| ...                                      |                                                             |                                                             |                                                             |                                                             |                                                             |                                                             |                                                             |                                                             |                                                             |                                                             |                                                             |
| 1953                                     | Krajský přebor – Brno                                       | 3                                                           | 11                                                          | 4                                                           | 0                                                           | 7                                                           | 32                                                          | 36                                                          | −4                                                          | 8                                                           | 8.                                                          |
| 1954                                     | Krajský přebor – Brno                                       | 3                                                           | 22                                                          | 9                                                           | 2                                                           | 11                                                          | 41                                                          | 49                                                          | −8                                                          | 20                                                          | 9.                                                          |
| 1955                                     | I. A třída Brněnského kraje                                 | 4                                                           | 22                                                          | 8                                                           | 7                                                           | 7                                                           | 35                                                          | 31                                                          | +4                                                          | 23                                                          | 5.                                                          |
| 1956                                     | I. A třída Brněnského kraje                                 | 4                                                           | 22                                                          | 7                                                           | 6                                                           | 9                                                           | 33                                                          | 39                                                          | −6                                                          | 20                                                          | 7.                                                          |
| 1957/58                                  | I. A třída Brněnského kraje                                 | 4                                                           | 39                                                          | 13                                                          | 13                                                          | 13                                                          | 64                                                          | 65                                                          | −1                                                          | 39                                                          | 9.                                                          |
| 1958/59                                  | I. A třída Brněnského kraje                                 | 4                                                           | 21                                                          | 6                                                           | 4                                                           | 11                                                          | 32                                                          | 36                                                          | −4                                                          | 16                                                          | 11.                                                         |
| 1959/60                                  | I. B třída Brněnského kraje – sk. B                         | 5                                                           | 22                                                          | 8                                                           | 3                                                           | 11                                                          | 33                                                          | 40                                                          | −7                                                          | 19                                                          | 6.                                                          |
| 1960/61                                  | Okresní přebor Blanenska                                    | 5                                                           | 20                                                          | 18                                                          | 1                                                           | 1                                                           | 83                                                          | 27                                                          | +56                                                         | 37                                                          | 1.                                                          |
| 1961/62                                  | I. třída Jihomoravského kraje – sk. C                       | 4                                                           | 26                                                          | 7                                                           | 7                                                           | 12                                                          | 43                                                          | 38                                                          | +5                                                          | 21                                                          | 11.                                                         |
| 1962/63                                  | Okresní přebor Blanenska                                    | 5                                                           | 22                                                          | ...                                                         | ...                                                         | ...                                                         | ...                                                         | ...                                                         | ...                                                         |                                                             | 1.                                                          |
| 1963/64                                  | I. B třída Jihomoravského kraje – sk. E                     | 5                                                           | 22                                                          | 9                                                           | 5                                                           | 8                                                           | 46                                                          | 40                                                          | +6                                                          | 23                                                          | 5.                                                          |
| 1964/65                                  | I. B třída Jihomoravského kraje – sk. E                     | 5                                                           | 22                                                          | 8                                                           | 3                                                           | 11                                                          | 34                                                          | 39                                                          | −5                                                          | 19                                                          | 7.                                                          |
| 1965/66                                  | I. B třída Jihomoravského kraje – sk. E                     | 6                                                           | 22                                                          | 7                                                           | 6                                                           | 9                                                           | 39                                                          | 41                                                          | −2                                                          | 20                                                          | 8.                                                          |
| 1966/67                                  | I. B třída Jihomoravského kraje – sk. E                     | 6                                                           | 22                                                          | 10                                                          | 2                                                           | 10                                                          | 40                                                          | 47                                                          | −7                                                          | 22                                                          | 7.                                                          |
| 1967/68                                  | I. B třída Jihomoravského kraje – sk. E                     | 6                                                           | 26                                                          | 4                                                           | 9                                                           | 13                                                          | 35                                                          | 57                                                          | −22                                                         | 17                                                          | 14.                                                         |
| 1968/69                                  | Okresní přebor Blanenska                                    | 7                                                           | 22                                                          | 13                                                          | 6                                                           | 3                                                           | 66                                                          | 29                                                          | +37                                                         | 32                                                          | 1.                                                          |
| 1969/70                                  | I. B třída Jihomoravské župy – sk. D                        | 7                                                           | 26                                                          | 6                                                           | 12                                                          | 8                                                           | 36                                                          | 34                                                          | +2                                                          | 24                                                          | 8.                                                          |
| 1970/71                                  | I. B třída Jihomoravské župy – sk. D                        | 7                                                           | 26                                                          | 12                                                          | 4                                                           | 10                                                          | 56                                                          | 47                                                          | +9                                                          | 28                                                          | 6.                                                          |
| 1971/72                                  | I. B třída Jihomoravské župy – sk. D                        | 7                                                           | 26                                                          | 12                                                          | 3                                                           | 11                                                          | 58                                                          | 61                                                          | −3                                                          | 27                                                          | 7.                                                          |
| 1972/73                                  | I. B třída Jihomoravského kraje – sk. D                     | 7                                                           | 26                                                          | 9                                                           | 6                                                           | 11                                                          | 44                                                          | 52                                                          | −8                                                          | 24                                                          | 9.                                                          |
| ...                                      |                                                             |                                                             |                                                             |                                                             |                                                             |                                                             |                                                             |                                                             |                                                             |                                                             |                                                             |
| 1976/77                                  | Okresní přebor Blanenska                                    | 8                                                           | 26                                                          | ...                                                         | ...                                                         | ...                                                         | 72                                                          | 24                                                          | +48                                                         | 40                                                          | 1.                                                          |
| ...                                      |                                                             |                                                             |                                                             |                                                             |                                                             |                                                             |                                                             |                                                             |                                                             |                                                             |                                                             |
| 1986/87                                  | Okresní přebor Blanenska                                    | 8                                                           | 30                                                          | 15                                                          | 8                                                           | 7                                                           | 66                                                          | 34                                                          | +32                                                         | 38                                                          | 2.                                                          |
| 1987/88                                  | Okresní přebor Blanenska                                    | 8                                                           | 26                                                          | 16                                                          | 5                                                           | 5                                                           | 68                                                          | 36                                                          | +32                                                         | 37                                                          | 1.                                                          |
| 1988/89                                  | I. B třída Jihomoravského kraje – sk. D                     | 7                                                           | 26                                                          | ...                                                         | ...                                                         | ...                                                         | ...                                                         | ...                                                         | ...                                                         | ...                                                         |                                                             |
| 1989/90                                  | Okresní přebor Blanenska                                    | 8                                                           | 26                                                          | 18                                                          | 5                                                           | 3                                                           | 66                                                          | 28                                                          | +38                                                         | 41                                                          | 1.                                                          |
| 1990/91                                  | I. B třída Jihomoravského kraje – sk. D                     | 7                                                           | 26                                                          | ...                                                         | ...                                                         | ...                                                         | ...                                                         | ...                                                         | ...                                                         | ...                                                         |                                                             |
| 1991/92                                  | I. A třída Jihomoravské župy – sk. A                        | 6                                                           | 26                                                          | 2                                                           | 11                                                          | 13                                                          | 25                                                          | 53                                                          | −28                                                         | 15                                                          | 13.                                                         |
| 1992/93                                  | I. B třída Jihomoravské župy – sk. D                        | 7                                                           | 26                                                          | 13                                                          | 6                                                           | 7                                                           | 47                                                          | 31                                                          | +16                                                         | 32                                                          | 3.                                                          |
| Česko (1993 – )                          |                                                             |                                                             |                                                             |                                                             |                                                             |                                                             |                                                             |                                                             |                                                             |                                                             |                                                             |
| Sezóna                                   | Liga                                                        | Úroveň                                                      | Z                                                           | V                                                           | R                                                           | P                                                           | VG                                                          | OG                                                          | +/−                                                         | B                                                           | Pozice                                                      |
| 1993/94                                  | I. B třída Jihomoravské župy – sk. D                        | 7                                                           | 26                                                          | 19                                                          | 4                                                           | 3                                                           | 71                                                          | 26                                                          | +45                                                         | 42                                                          | 1.                                                          |
| 1994/95                                  | I. A třída Jihomoravské župy – sk. A                        | 6                                                           | 26                                                          | 11                                                          | 5                                                           | 10                                                          | 51                                                          | 41                                                          | +10                                                         | 38                                                          | 4.                                                          |
| 1995/96                                  | I. A třída Jihomoravské župy – sk. A                        | 6                                                           | 26                                                          | 17                                                          | 3                                                           | 6                                                           | 62                                                          | 25                                                          | +37                                                         | 54                                                          | 3.                                                          |
| 1996/97                                  | I. A třída Jihomoravské župy – sk. A                        | 6                                                           | 26                                                          | 16                                                          | 5                                                           | 5                                                           | 50                                                          | 26                                                          | +24                                                         | 53                                                          | 2.                                                          |
| 1997/98                                  | I. A třída Jihomoravské župy – sk. A                        | 6                                                           | 26                                                          | 13                                                          | 2                                                           | 11                                                          | 34                                                          | 42                                                          | −8                                                          | 41                                                          | 5.                                                          |
| 1998/99                                  | I. A třída Jihomoravské župy – sk. A                        | 6                                                           | 26                                                          | 2                                                           | 4                                                           | 20                                                          | 18                                                          | 66                                                          | −48                                                         | 10                                                          | 14.                                                         |
| 1999/00                                  | I. B třída Jihomoravské župy – sk. C                        | 7                                                           | 26                                                          | 9                                                           | 5                                                           | 12                                                          | 44                                                          | 48                                                          | −4                                                          | 32                                                          | 7.                                                          |
| 2000/01                                  | I. B třída Jihomoravské župy – sk. A                        | 7                                                           | 26                                                          | 19                                                          | 1                                                           | 6                                                           | 55                                                          | 23                                                          | +32                                                         | 58                                                          | 2.                                                          |
| 2001/02                                  | I. A třída Jihomoravské župy – sk. A                        | 6                                                           | 26                                                          | 17                                                          | 4                                                           | 5                                                           | 58                                                          | 28                                                          | +30                                                         | 55                                                          | 1.                                                          |
| 2002/03                                  | Přebor Jihomoravského kraje                                 | 5                                                           | 30                                                          | 18                                                          | 4                                                           | 8                                                           | 58                                                          | 35                                                          | +23                                                         | 58                                                          | 2.                                                          |
| 2003/04                                  | Přebor Jihomoravského kraje                                 | 5                                                           | 30                                                          | 12                                                          | 6                                                           | 12                                                          | 38                                                          | 43                                                          | −5                                                          | 42                                                          | 8.                                                          |
| 2004/05                                  | Přebor Jihomoravského kraje                                 | 5                                                           | 30                                                          | 10                                                          | 8                                                           | 12                                                          | 34                                                          | 50                                                          | −16                                                         | 38                                                          | 10.                                                         |
| 2005/06                                  | Přebor Jihomoravského kraje                                 | 5                                                           | 30                                                          | 16                                                          | 7                                                           | 7                                                           | 69                                                          | 37                                                          | +32                                                         | 55                                                          | 3.                                                          |
| 2006/07                                  | Divize D                                                    | 4                                                           | 30                                                          | 10                                                          | 7                                                           | 13                                                          | 44                                                          | 49                                                          | −5                                                          | 37                                                          | 12.                                                         |
| 2007/08                                  | Divize D                                                    | 4                                                           | 30                                                          | 10                                                          | 4                                                           | 16                                                          | 44                                                          | 61                                                          | −17                                                         | 34                                                          | 13.                                                         |
| 2008/09                                  | Divize D                                                    | 4                                                           | 30                                                          | 8                                                           | 7                                                           | 15                                                          | 29                                                          | 53                                                          | −24                                                         | 31                                                          | 13.                                                         |
| 2009/10                                  | Divize D                                                    | 4                                                           | 28                                                          | 4                                                           | 6                                                           | 18                                                          | 32                                                          | 67                                                          | −35                                                         | 18                                                          | 15.                                                         |
| 2010/11                                  | Přebor Jihomoravského kraje                                 | 5                                                           | 30                                                          | 18                                                          | 4                                                           | 8                                                           | 69                                                          | 37                                                          | +32                                                         | 58                                                          | 2.                                                          |
| 2011/12                                  | Přebor Jihomoravského kraje                                 | 5                                                           | 30                                                          | 9                                                           | 8                                                           | 13                                                          | 51                                                          | 64                                                          | −13                                                         | 35                                                          | 10.                                                         |
| 2012/13                                  | Přebor Jihomoravského kraje                                 | 5                                                           | 30                                                          | 7                                                           | 4                                                           | 19                                                          | 40                                                          | 71                                                          | −31                                                         | 25                                                          | 15.                                                         |
| 2013/14                                  | I. A třída Jihomoravského kraje – sk. A                     | 6                                                           | 26                                                          | 16                                                          | 4                                                           | 6                                                           | 80                                                          | 55                                                          | +25                                                         | 52                                                          | 3.                                                          |
| 2014/15                                  | I. A třída Jihomoravského kraje – sk. A                     | 6                                                           | 26                                                          | 16                                                          | 7                                                           | 3                                                           | 74                                                          | 38                                                          | +36                                                         | 55                                                          | 1.                                                          |
| 2015/16                                  | Přebor Jihomoravského kraje                                 | 5                                                           | 32                                                          | 10                                                          | 6                                                           | 16                                                          | 62                                                          | 71                                                          | −9                                                          | 36                                                          | 14.                                                         |
| 2016/17                                  | Přebor Jihomoravského kraje                                 | 5                                                           | 30                                                          | 12                                                          | 4                                                           | 14                                                          | 45                                                          | 62                                                          | −17                                                         | 40                                                          | 9.                                                          |
| 2017/18                                  | Přebor Jihomoravského kraje                                 | 5                                                           | 30                                                          | 13                                                          | 7                                                           | 10                                                          | 58                                                          | 54                                                          | +4                                                          | 46                                                          | 8.                                                          |
| 2018/19                                  | Přebor Jihomoravského kraje                                 | 5                                                           | 30                                                          | 15                                                          | 6                                                           | 9                                                           | 64                                                          | 57                                                          | +7                                                          | 51                                                          | 7.                                                          |
| 2019/20                                  | Přebor Jihomoravského kraje                                 | 5                                                           | 15                                                          | 10                                                          | 2                                                           | 3                                                           | 43                                                          | 20                                                          | +23                                                         | 32                                                          | 2.                                                          |
| 2020/21                                  | Přebor Jihomoravského kraje                                 | 5                                                           | 9                                                           | 4                                                           | 1                                                           | 4                                                           | 13                                                          | 12                                                          | +1                                                          | 13                                                          | 10.                                                         |
| 2021/22                                  | Přebor Jihomoravského kraje                                 | 5                                                           | 30                                                          | 18                                                          | 4                                                           | 8                                                           | 53                                                          | 30                                                          | +23                                                         | 58                                                          | 3.                                                          |
| 2022/23                                  | Přebor Jihomoravského kraje                                 | 5                                                           | 30                                                          | 14                                                          | 9                                                           | 7                                                           | 57                                                          | 34                                                          | +23                                                         | 51                                                          | 3.                                                          |
| 2023/24                                  | Přebor Jihomoravského kraje                                 | 5                                                           | 30                                                          | 20                                                          | 6                                                           | 4                                                           | 77                                                          | 35                                                          | +22                                                         | 66                                                          | 2.                                                          |
| 2024/25                                  | Přebor Jihomoravského kraje                                 | 5                                                           | 30                                                          | 15                                                          | 5                                                           | 10                                                          | 27                                                          | 48                                                          | +9                                                          | 50                                                          | 5.                                                          |

Poznámky:
- 1940/41: Jedno utkání nebylo sehráno.[18]
- 1953: Tento ročník byl hrán jednokolově.[5]
- 1958/59: Chybí výsledek odloženého utkání se Slovanem Ivančice.
- 1960/61: Chybí výsledky posledních dvou zápasů.[23] Boskovice byly s náskokem pěti bodů už jistým okresním přeborníkem.[23]
- 2000/01: Postoupilo taktéž vítězné mužstvo SK Řečkovice.[47][48]
- 2005/06: Boskovičtí postoupili mimořádně.
- 2019/20 a 2020/21: Tyto ročníky byly ukončeny předčasně z důvodu pandemie covidu-19 v Česku.

## FC Boskovice „B“
FC Boskovice „B“ je rezervním týmem Boskovic, který se pohybuje převážně na okresní úrovni. Mužstvo bylo nově vybudováno před sezonou 2001/02.

### Umístění v jednotlivých sezonách
Stručný přehled
- 1970–1979: Základní třída Blanenska
- 1984–1986: Okresní přebor Blanenska – sk. C
- 1991–1996: Okresní přebor Blanenska
- 2001–2002: Základní třída Blanenska
- 2002–2005: Okresní soutěž Blanenska
- 2005–2012: Okresní přebor Blanenska
- 2012–2014: Základní třída Blanenska
- 2014–2016: Okresní soutěž Blanenska
- 2016–2019: Okresní přebor Blanenska
- 2019–2022: I. B třída Jihomoravského kraje – sk. A
- 2022– : Okresní přebor Blanenska

Jednotlivé ročníky
Legenda: Z – zápasy, V – výhry, R – remízy, P – porážky, VG – vstřelené góly, OG – obdržené góly, +/− – rozdíl skóre, B – body, červené podbarvení – sestup, zelené podbarvení – postup, fialové podbarvení – reorganizace, změna skupiny či soutěže
| Československo (1970 – 1993) |                                         |        |     |     |     |     |     |     |     |     |        |
| Sezóny                       | Liga                                    | Úroveň | Z   | V   | R   | P   | VG  | OG  | +/− | B   | Pozice |
| 1970/71                      | Základní třída Blanenska                | 10     | 20  | 11  | 1   | 8   | 65  | 65  | 0   | 23  | 4.     |
| 1971/72                      | Základní třída Blanenska                | 10     | 16  | 9   | 5   | 2   | 45  | 22  | +23 | 23  | 3.     |
| 1972/73                      | Základní třída Blanenska                | 10     | 16  | 12  | 2   | 2   | 45  | 18  | +27 | 26  | 2.     |
| 1973/74                      | Základní třída Blanenska                | 10     | 16  | 8   | 3   | 5   | 29  | 31  | −2  | 19  | 3.     |
| 1974/75                      | Základní třída Blanenska                | 10     | 20  | 11  | 1   | 8   | 47  | 31  | +16 | 23  | 4.     |
| 1975/76                      | Základní třída Blanenska                | 10     | 11  | 8   | 1   | 2   | 32  | 11  | +21 | 17  | –      |
| 1976/77                      | Základní třída Blanenska                | 10     | 18  | 12  | 1   | 5   | 51  | 27  | +24 | 25  | 3.     |
| 1977/78                      | Základní třída Blanenska                | 9      | 20  | 15  | 3   | 2   | 81  | 24  | +57 | 33  | 1.     |
| 1978/79                      | Základní třída Blanenska                | 9      | 26  | 19  | 4   | 3   | 85  | 27  | +58 | 42  | 1.     |
| ...                          |                                         |        |     |     |     |     |     |     |     |     |        |
| 1984/85                      | Okresní přebor Blanenska – sk. C        | 7      | 20  | 8   | 6   | 6   | 31  | 33  | −2  | 22  | 6.     |
| 1985/86                      | Okresní přebor Blanenska – sk. C        | 7      | 16  | 9   | 3   | 4   | 29  | 24  | +5  | 21  | 4.     |
| ...                          |                                         |        |     |     |     |     |     |     |     |     |        |
| 1989/90                      | Okresní soutěž Blanenska                | 9      | 22  | ... | ... | ... | 50  | 29  | +21 | 32  | 2.     |
| 1990/91                      | Okresní soutěž Blanenska                | 9      | 26  | ... | ... | ... | 61  | 34  | +27 | 39  | 1.     |
| 1991/92                      | Okresní přebor Blanenska                | 8      | 26  | 15  | 7   | 4   | 69  | 33  | +36 | 37  | 2.     |
| 1992/93                      | Okresní přebor Blanenska                | 8      | 26  | 10  | 6   | 10  | 58  | 50  | +8  | 26  | 8.     |
| Česko (1993 – )              |                                         |        |     |     |     |     |     |     |     |     |        |
| Sezóna                       | Liga                                    | Úroveň | Z   | V   | R   | P   | VG  | OG  | +/− | B   | Pozice |
| 1993/94                      | Okresní přebor Blanenska                | 8      | 26  | 13  | 8   | 5   | 63  | 53  | +10 | 34  | 3.     |
| 1994/95                      | Okresní přebor Blanenska                | 8      | 26  | 10  | 8   | 8   | 50  | 46  | +4  | 38  | 6.     |
| 1995/96                      | Okresní přebor Blanenska                | 8      | 24  | 8   | 7   | 9   | 58  | 52  | +6  | 31  | 8.     |
| ...                          |                                         |        |     |     |     |     |     |     |     |     |        |
| 2001/02                      | Základní třída Blanenska                | 10     | ... | ... | ... | ... | ... | ... | ... | ... | 1.     |
| 2002/03                      | Okresní soutěž Blanenska                | 9      | ... | ... | ... | ... | ... | ... | ... | ... |        |
| 2003/04                      | Okresní soutěž Blanenska                | 9      | 26  | 17  | 4   | 5   | 71  | 26  | +45 | 55  | 3.     |
| 2004/05                      | Okresní soutěž Blanenska                | 9      | 26  | 22  | 3   | 1   | 97  | 19  | +78 | 69  | 1.     |
| 2005/06                      | Okresní přebor Blanenska                | 8      | 26  | 10  | 6   | 10  | 58  | 44  | +14 | 36  | 7.     |
| 2006/07                      | Okresní přebor Blanenska                | 8      | 26  | 9   | 6   | 11  | 54  | 56  | −2  | 33  | 9.     |
| 2007/08                      | Okresní přebor Blanenska                | 8      | 26  | 15  | 3   | 8   | 93  | 45  | +48 | 48  | 3.     |
| 2008/09                      | Okresní přebor Blanenska                | 8      | 26  | 13  | 5   | 8   | 60  | 43  | +17 | 48  | 5.     |
| 2009/10                      | Okresní přebor Blanenska                | 8      | 26  | 10  | 9   | 7   | 59  | 40  | +19 | 39  | 7.     |
| 2010/11                      | Okresní přebor Blanenska                | 8      | 26  | 12  | 8   | 6   | 70  | 48  | +22 | 44  | 5.     |
| 2011/12                      | Okresní přebor Blanenska                | 8      | 26  | 12  | 4   | 10  | 64  | 44  | +20 | 40  | 4.     |
| 2012/13                      | Základní třída Blanenska                | 10     | 22  | 13  | 2   | 7   | 59  | 47  | +12 | 41  | 3.     |
| 2013/14                      | Základní třída Blanenska                | 10     | 26  | 18  | 6   | 2   | 99  | 37  | +62 | 60  | 1.     |
| 2014/15                      | Okresní soutěž Blanenska                | 9      | 26  | 14  | 2   | 10  | 90  | 74  | +16 | 44  | 6.     |
| 2015/16                      | Okresní soutěž Blanenska                | 9      | 26  | 21  | 2   | 3   | 112 | 43  | +69 | 65  | 1.     |
| 2016/17                      | Okresní přebor Blanenska                | 8      | 26  | 10  | 7   | 9   | 61  | 57  | +4  | 37  | 9.     |
| 2017/18                      | Okresní přebor Blanenska                | 8      | 26  | 17  | 4   | 5   | 77  | 43  | +34 | 55  | 2.     |
| 2018/19                      | Okresní přebor Blanenska                | 8      | 26  | 19  | 2   | 5   | 109 | 40  | +69 | 59  | 1.     |
| 2019/20                      | I. B třída Jihomoravského kraje – sk. A | 7      | 13  | 2   | 1   | 10  | 17  | 41  | −24 | 7   | 14.    |
| 2020/21                      | I. B třída Jihomoravského kraje – sk. A | 7      | 8   | 4   | 1   | 3   | 27  | 27  | 0   | 13  | 6.     |
| 2021/22                      | I. B třída Jihomoravského kraje – sk. A | 7      | 26  | 9   | 5   | 12  | 56  | 65  | −9  | 32  | 8.     |
| 2022/23                      | Okresní přebor Blanenska                | 8      | 26  | 15  | 4   | 7   | 76  | 47  | +29 | 49  | 2.     |

Poznámky:
- 1975/76: B-mužstvo Boskovic startovalo mimo soutěž.[37]
- 1977/78: B-mužstvo Boskovic se postupu do vyšší soutěže vzdalo.[37]
- 2011/12: Po sezoně bylo „B“ mužstvo přihlášeno do nejnižší soutěže.[52]
- 2019/20 a 2020/21: Tyto sezony byly ukončeny předčasně z důvodu pandemie covidu-19 v Česku.[54]
- 2021/22: B-mužstvo Boskovice se přihlásilo o soutěž níže do Okresního přeboru Blanenska.[54]

## FC Boskovice „C“
FC Boskovice „C“ je druhým rezervním týmem Boskovic, který se pohybuje na okresní úrovni. Mužstvo bylo nově vybudováno před sezonou 2022/23.

### Umístění v jednotlivých sezonách
Stručný přehled
- 2022– : Okresní soutěž Blanenska – sk. A

Jednotlivé ročníky
Legenda: Z – zápasy, V – výhry, R – remízy, P – porážky, VG – vstřelené góly, OG – obdržené góly, +/− – rozdíl skóre, B – body, červené podbarvení – sestup, zelené podbarvení – postup, fialové podbarvení – reorganizace, změna skupiny či soutěže
| Česko (2022 – ) |                                  |        |    |   |   |   |    |    |     |    |        |
| Sezóny          | Liga                             | Úroveň | Z  | V | R | P | VG | OG | +/− | B  | Pozice |
| 2022/23         | Okresní soutěž Blanenska – sk. A | 9      | 14 | 4 | 3 | 7 | 26 | 32 | −6  | 15 | 7.     |